# Cuisine saoudienne
La cuisine saoudienne fait référence à l'ensemble des habitudes liées à  la culture de la cuisine et des produits alimentaires originaires de l'Arabie Saoudite.

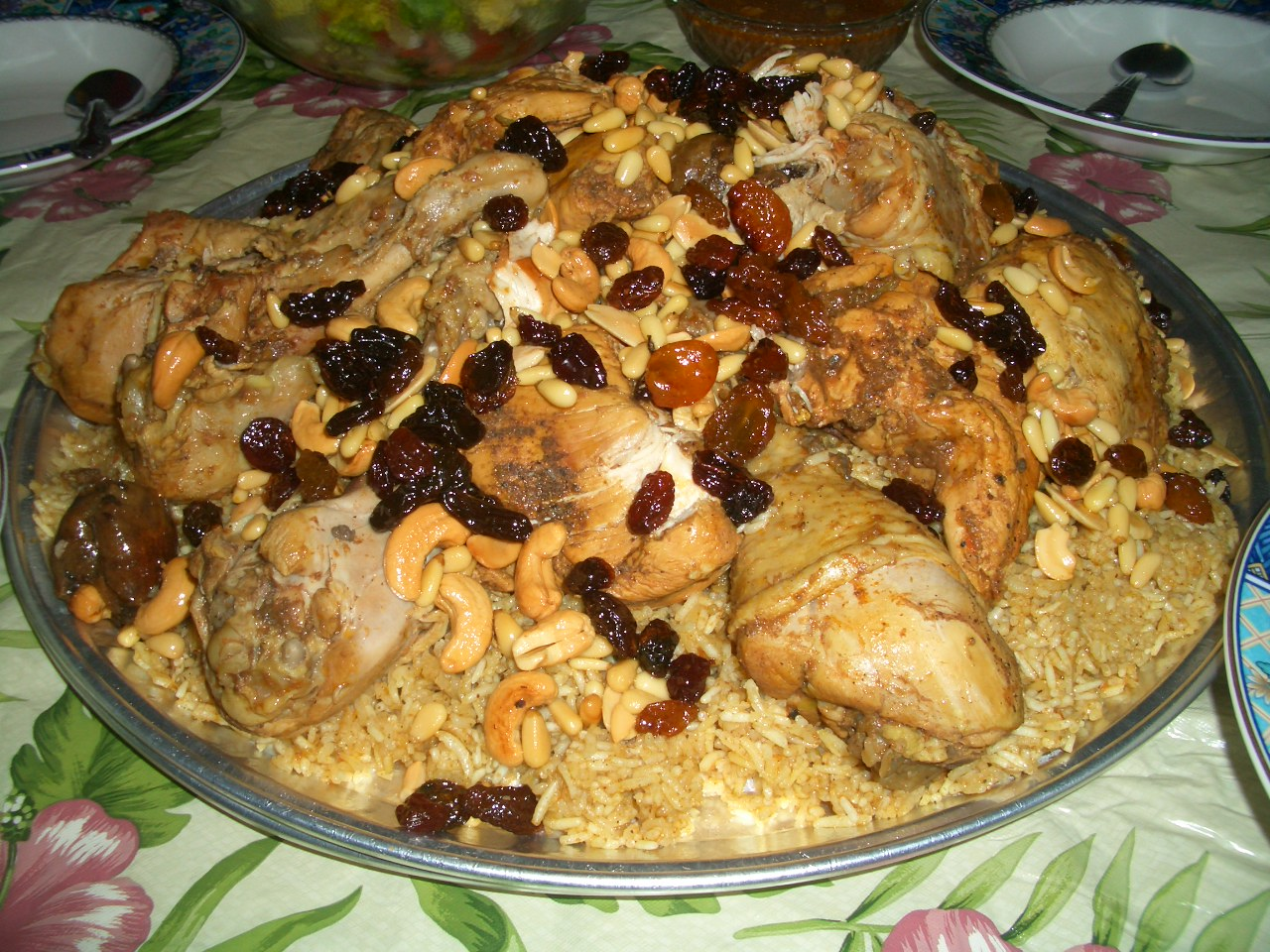
Le Kabsa, mets national d'Arabie saoudite

## Cuisine traditionnelle

### Produits alimentaires traditionnels
- Céréales : orge, millet, blé, avoine, paspalum, fataque rottboellia cochinchinensis, sorgho, teff, riz...
- Pains : pain plat,  pain pita, pain marqouq, taguella, pâte phyllo, pain azyme...
- Plantes oléagineuses : lin, sésame...
- Légumineuses : fève, lentilles, petits pois, pois chiches, vesces, luzerne…
- Légumes : oseille, gaillet, pourpier, cumin, aubergine (pomme de terre)...
- Viandes : volaille (poulet), ovins (mouton, agneau), caprins, bovins, camélidés (dromadaire (chamelon, Majahim, Waddah, etc.), poissons divers...
- Fruits : datte, figue, fruit à coques, coloquinte, pastèque, vigne, jujube, pêche, abricot, poire...

### Plats
Les saoudiens ont traditionnellement consommé les mêmes types de mets pendant des milliers d'années.
Certains des aliments courants dans la cuisine saoudienne incluent le blé, le riz, l'agneau, le poulet, le yaourt, les pommes de terre et les dattes. Le shawarma et le falafel sont deux plats communs qui sont à l'origine levantin et égyptien respectivement. Ces deux plats sont des exemples de l'influence des résidents étrangers dans la nourriture saoudienne. Le yaourt est normalement fait dans une boisson appelée Laban.
Additionnellement, des plats typiques de cette cuisine incluent les plats suivants:
- Baladi, un type de fromage.

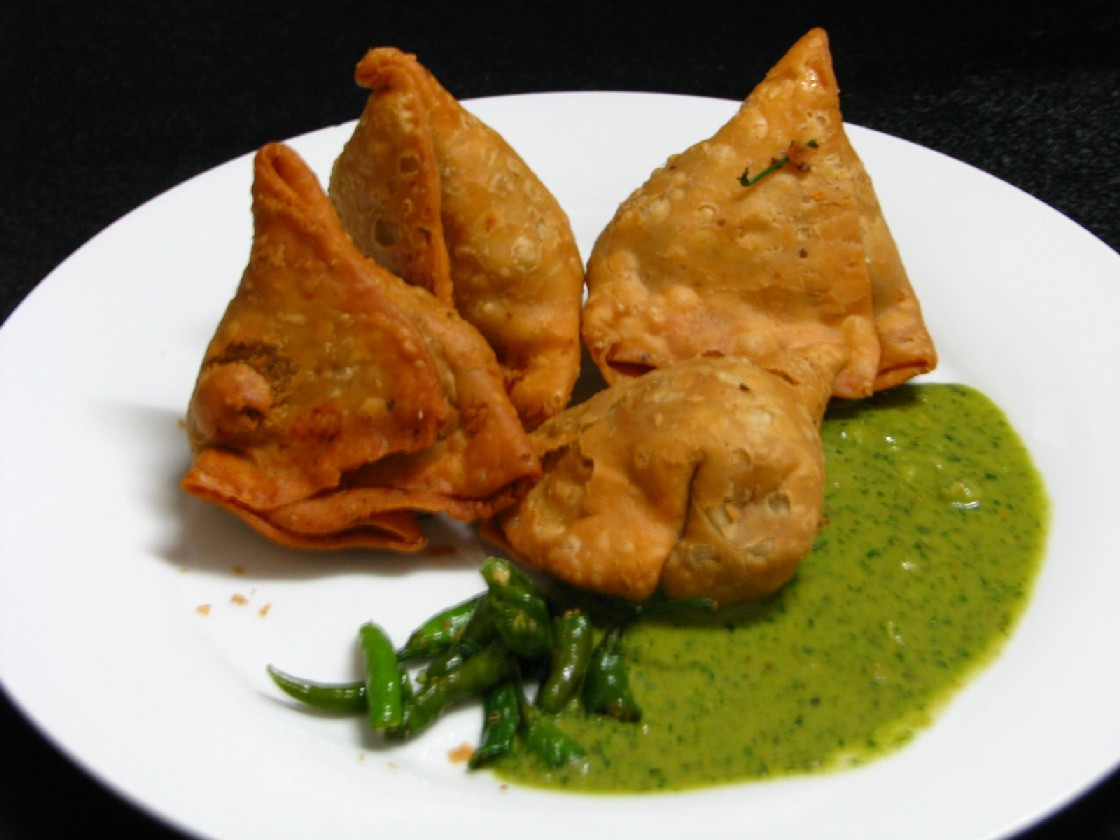
Samoussas accompagnés de chutney

- Ful medames, un plat à base de fèves.
- Haneeth, fait de riz basmati, de viande d'agneau, et d'un mélange d'épices.
- Hininy, fait de dattes, de pain brun, de beurre, de Cardamome et de safran.
- Mande'e, un plat à base de viande de mouton et de riz.
- Jalamah, également à base de mouton, mais plus épicé.
- Jibneh Arabieh, une sorte de fromage doux de couleur blanche.
- Ka'ak, des cookies à base de semoule
- Kabsa (en français Kebsa), une famille de plats de différents riz
- Khmer, à base de pâte de blé de Fifre Rouge, d'eau chaude et de levure.
- Markook, un type de pain plat sans levain
- Mutabbaq, une galette fourrée dont le nom signifie "plié"
- Sambusak (en français Samoussa), un beignet composé d'une pâte de blé farcie de légumes ou de viande et d'épices.

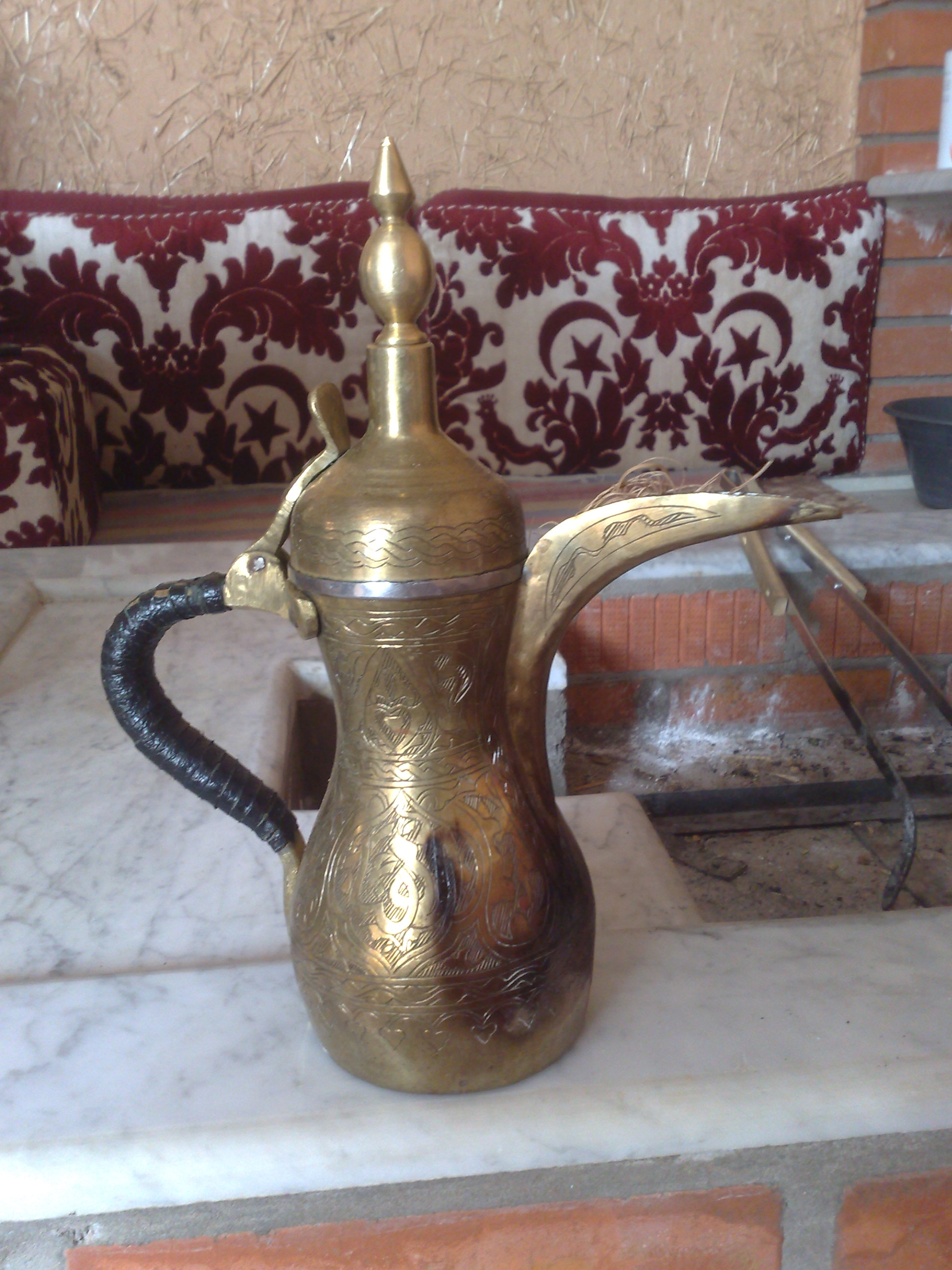
Un dallah, la cafetière traditionnelle saoudienne

### Boissons
Autrefois, des cafés traditionnels étaient courants, mais ils ont maintenant été remplacés par des types de restauration plus modernes, tels que la cafeteria, ou l'aire de restauration. Selon la Mission Culturelle saoudienne, "En Arabie Saoudite, servir le café (gahwa) est un signe d'hospitalité et de générosité". Traditionnellement, lors d'une invitation chez quelqu'un pour le café, les grains de café sont supposés être rôtis, rafraîchis et moulus devant les invités utilisant un mortier et un pilon. L'hôte ajoute alors des cosses de cardamome aux grains de café pendant le moulage. Une fois que le café est infusé, il est alors proposé aux invités. Aujourd'hui, le gahwa n'est pas préparé devant les invités, mais simplement servi dans une cafetière traditionnelle saoudienne, le dallah, et ensuite versé dans de petites tasses appelées finjan.
- Café arabe, souvent épicé à la cardamome
- Qishr (en), décoction ancienne à partir de (coques de) baies de café non torréfiées
- Thé arabe, thé noir, thé à la menthe...
- Leben, laban, labné, babeurre, à base de lait de chèvre fermenté
- Lait de vache, de bufflonne
- Lait de chamelle, frais ou fermenté
- Sharbat
- sobia (en), sirop à base de pain, d'orge ou d'avoine, de raisin, avec ajout d'épices (cardamome, cannelle)
- Jus de fruits (mangue, citron, menthe, pomme), nectars, autres boissons à base de fruits
- Champagne saoudien sans alcool, Saudi cooler, depuis 1971
- Cordial aux fruits Vimto (depuis 1908)
- Boisson gazeuse

### Fromages
Les fromages traditionnels sont : Baladi, Jibneh Arabieh, Jameed (en), Halloumi.

## Interdictions
La diététique est sujette aux lois islamiques, qui interdisent de manger du porc et de boire des boissons alcoolisées. Selon elles, les animaux doivent être abattus d'une façon halal et bénis avant qu'ils ne puissent être mangés. En 2008, l'Arabie Saoudite était le cinquième plus grand importateur du monde d'agneau et de mouton.